# Adesmia zoellneri
Adesmia zoellneri är en ärtväxtart som beskrevs av Ulibarri. Adesmia zoellneri ingår i släktet Adesmia och familjen ärtväxter. Inga underarter finns listade i Catalogue of Life.